# It Takes a Whole Lot of Human Feeling
It Takes a Whole Lot of Human Feeling è un album della cantante jazz Carmen McRae, pubblicato dalla Groove Merchant nel 1973.
La maggioranza dei brani contenuti nella raccolta sono dei jazz standard, le versioni realizzate dalla McRae sono eccellenti in particolare  "Hey John" , "I Fall In Love Too Easily", "Nice Work If You Can Get It", "Straighten Up and Fly Right" e "All the Things You Are".

## Tracce
1. "It Takes a Whole Lot of Human Feeling" (Mark Grant) – 3:48
2. "I Fall in Love Too Easily" (Jule Styne, Sammy Cahn) – 3:47
3. "Hey John" (Blossom Dearie, Jim Council) – 3:23
4. "Where Are the Words" (Frank Severino) – 3:17
5. "Nice Work If You Can Get It" (George Gershwin, Ira Gershwin) – 2:50
6. "Straighten Up and Fly Right" (Nat King Cole, Irving Mills) – 2:47
7. "Inside a Silent Tear" (Dearie, Peter King) – 5:49
8. "Imagination" (Jimmy Van Heusen, Johnny Burke) – 4:22
9. "The Right to Love" (Lalo Schifrin, Gene Lees) – 4:14
10. "All the Things You Are" (Jerome Kern, Oscar Hammerstein II) – 3:59

## Musicisti
- Carmen McRae − voce
- Ray Brown - basso
- Joe Pass − chitarra
- Dick Shreve − piano
- Larry Bunker − vibrafono, percussioni
- Frank Severino − batteria